# ويل توماس (روائي)
ويل توماس (بالإنجليزية: Will Thomas)‏ (1958)؛ روائي أمريكي.